# Desa Cijulang (administrativ by i Indonesien, lat -7,26, long 108,20)
Desa Cijulang är en administrativ by i Indonesien.   Den ligger i provinsen Jawa Barat, i den västra delen av landet, 190 km sydost om huvudstaden Jakarta.